# WTA Finals 2024
El WTA Finals 2024, també anomenada Copa Masters femenina 2024, és l'esdeveniment que va reunir les vuit millors tennistes individuals i les vuit millors parelles femenines de la temporada 2024. Fou la 53a edició en individual i la 48a en dobles del torneig. Es va disputar al King Saud University Indoor Arena de Riad, Aràbia Saudita, sobre pista dura interior, entre els dies 2 i 9 de novembre de 2024.
La tennista estatunidenca Coco Gauff va guanyar el campionat per primera vegada i va acumular el novè títol del seu palmarès. En la final va derrotar la xinesa Zheng Qinwen després de més de tres hores de partit, el més llarg des de que es registren les dades (2008). La parella formada per la canadenca Gabriela Dabrowski i la neozelandesa Erin Routliffe van guanyar el segon títol de la temporada i el quart juntes. Ambdues tennistes van guanyar el títol per primera ocasió.

## Individual

### Classificació
| Rq | Tennista                     | Grand Slam | Grand Slam | Grand Slam | Grand Slam | WTA 1000 | WTA 1000 | WTA 1000 | WTA 1000 | WTA 1000 | WTA 1000 | WTA 1000 | Altres millors resultats | Altres millors resultats | Altres millors resultats | Altres millors resultats | Altres millors resultats | Altres millors resultats | Altres millors resultats | Punts | T  |
| -- | ---------------------------- | ---------- | ---------- | ---------- | ---------- | -------- | -------- | -------- | -------- | -------- | -------- | -------- | ------------------------ | ------------------------ | ------------------------ | ------------------------ | ------------------------ | ------------------------ | ------------------------ | ----- | -- |
| Rq | Tennista                     | AUS        | RG         | WIM        | USO        | 1        | 2        | 3        | 4        | 5        | 6        | 7        | 1                        | 2                        | 3                        | 4                        | 5                        | 6                        | 7                        | Punts | T  |
| 1  | Arina Sabalenka · 06/09/2024 | G 2000     | QF 430     | A 0        | G 2000     | G 1000   | G 1000   | F 650    | F 650    | QF 215   | QF 215   | R16 120  | F 325                    | SF 195                   | QF 108                   | QF 108                   |                          |                          |                          | 9.016 | 16 |
| 2  | Iga Świątek 06/08/2024       | R32 130    | G 2000     | R32 130    | QF 430     | G 1000   | G 1000   | G 1000   | G 1000   | SF 390   |          |          | F 500                    | SF 390                   |                          |                          |                          |                          |                          | 7.970 | 13 |
| 3  | Coco Gauff 14/10/2024        | SF 780     | SF 780     | R16 240    | R16 240    | G 1000   | SF 390   | SF 390   | SF 390   | QF 215   | R16 120  | R16 120  | G 250                    | SF 195                   | R16 120                  |                          |                          |                          |                          | 5.230 | 17 |
| 4  | Jasmine Paolini 14/10/2024   | R16 240    | F 1300     | F 1300     | R16 240    | G 1000   | QF 215   | R16 120  | R16 120  | R16 120  | R32 65   | R32 65   | SF 195                   | QF 108                   |                          |                          |                          |                          |                          | 5.144 | 18 |
| 5  | Ielena Ribàkina 14/10/2024   | R64 70     | QF 430     | SF 780     | R64 70     | F 650    | F 650    | SF 390   | QF 215   |          |          |          | G 500                    | G 500                    | G 500                    | QF 108                   | QF 108                   |                          |                          | 4.971 | 14 |
| 6  | Jessica Pegula 14/10/2024    | R64 70     | A 0        | R64 70     | F 1300     | G 1000   | F 650    | QF 215   | R16 120  | R16 120  |          |          | G 500                    | SF 195                   | SF 195                   | SF 195                   |                          |                          |                          | 4.705 | 16 |
| 7  | Zheng Qinwen 25/10/2024      | F 1300     | R32 130    | R128 10    | QF 430     | F 650    | SF 390   | QF 215   | QF 215   | R16 120  | R16 120  | R32 65   | G 500                    | G 250                    |                          |                          |                          |                          |                          | 4.540 | 18 |
| 8  | Barbora Krejčíková           | QF 430     | R128 10    | G 2000     | R64 70     | R64 10   | R64 10   | R64 10   |          |          |          |          | QF 108                   | QF 108                   |                          |                          |                          |                          |                          | 2.814 | 14 |
| –  | Emma Navarro                 | R32 130    | R16 240    | QF 430     | SF 780     | SF 390   | QF 215   | R16 120  | R16 120  | R32 65   | R64 10   | R64 10   | G 250                    | SF 195                   | SF 195                   | SF 195                   |                          |                          |                          | 3.568 | 22 |
| S1 | Dària Kassàtkina             | R64 70     | R64 70     | R32 130    | R64 70     | R16 120  | R16 120  | R16 120  | R32 65   | R32 65   | R32 65   | R32 65   | G 500                    | G 500                    | F 325                    | F 325                    | F 325                    | F 325                    | QF 108                   | 3.368 | 24 |
| S2 | Danielle Collins             | R64 70     | R64 70     | R16 240    | R128 10    | G 1000   | SF 390   | QF 245   | R16 120  |          |          |          | G 500                    | F 325                    |                          |                          |                          |                          |                          | 3.176 | 17 |

### Fase de grups

#### Grup Porpra
| CS | Tennista        | A. Sabalenka  | J. Paolini  | I. Ribàkina      | Q. Zheng         | V − D | Sets | Jocs  | Pos. |
| 1  | Arina Sabalenka |               | 6−3, 7−5    | 4−6, 6−3, 1−6    | 6−3, 6−4         | 2−1   | 5−2  | 36−30 | 1    |
| 4  | Jasmine Paolini | 3−6, 5−7      |             | 7−6(5), 6−4      | 1−6, 1−6         | 1−2   | 2−4  | 23−35 | 3    |
| 5  | Ielena Ribàkina | 6−4, 3−6, 6−1 | 6−7(5), 4−6 |                  | 6−7(4), 6−3, 1−6 | 1−2   | 3−5  | 38−40 | 4    |
| 7  | Zheng Qinwen    | 3−6, 4−6      | 6−1, 6−1    | 7−6(4), 3−6, 6−1 |                  | 2−1   | 4−3  | 35−27 | 2    |

#### Grup Taronja
| CS | Tennista                          | I. Świątek            | C. Gauff          | J. Pegula · D. Kassàtkina | B. Krejčíková     | V − D   | Sets    | Jocs       | Pos. |
| 2  | Iga Świątek                       |                       | 3−6, 4−6          | 6−1, 6−0 (Kassàtkina)     | 4−6, 7−5, 6−2     | 2−1     | 4−3     | 36−26      | 3    |
| 3  | Coco Gauff                        | 6−3, 6−4              |                   | 6−3, 6−2 (Pegula)         | 5−7, 4−6          | 2−1     | 4−2     | 33−25      | 2    |
| 6  | Jessica Pegula · Dària Kassàtkina | 1−6, 0−6 (Kassàtkina) | 3−6, 2−6 (Pegula) |                           | 3−6, 3−6 (Pegula) | 0−2 0−1 | 0−4 0−2 | 11−24 1−12 | − 4  |
| 8  | Barbora Krejčíková                | 6−4, 5−7, 2−6         | 7−5, 6−4          | 6−3, 6−3 (Pegula)         |                   | 2−1     | 5−2     | 38−32      | 1    |

### Fase final
|  | Semifinals | Semifinals         | Semifinals   | Semifinals | Semifinals |    |              | Final | Final | Final | Final | Final |
|  |            |                    |              |            |            |    |              |       |       |       |       |       |
|  | 1          | Arina Sabalenka    | 64           | 3          |            |    |              |       |       |       |       |       |
|  | 3          | Coco Gauff         | 7            | 6          |            |    |              |       |       |       |       |       |
|  | 3          | Coco Gauff         | 7            | 6          |            | 3  | Coco Gauff   | 3     | 6     | 7     |       |       |
|  |            |                    |              |            |            | 3  | Coco Gauff   | 3     | 6     | 7     |       |       |
|  |            | 7                  | Zheng Qinwen | 6          | 4          | 62 |              |       |       |       |       |       |
|  | 7          | 7                  | Zheng Qinwen | 6          | 4          | 62 | Zheng Qinwen | 6     | 7     |       |       |       |
|  | 7          |                    |              |            |            |    | Zheng Qinwen | 6     | 7     |       |       |       |
|  | 8          | Barbora Krejčíková | 3            | 5          |            |    |              |       |       |       |       |       |

## Dobles

### Classificació
| Rq | Tennistes                                          | Millors resultats | Millors resultats | Millors resultats | Millors resultats | Millors resultats | Millors resultats | Millors resultats | Millors resultats | Millors resultats | Millors resultats | Millors resultats | Millors resultats | Punts | T  |
| Rq | Tennistes                                          | 1                 | 2                 | 3                 | 4                 | 5                 | 6                 | 7                 | 8                 | 9                 | 10                | 11                | 12                | Punts | T  |
| -- | -------------------------------------------------- | ----------------- | ----------------- | ----------------- | ----------------- | ----------------- | ----------------- | ----------------- | ----------------- | ----------------- | ----------------- | ----------------- | ----------------- | ----- | -- |
| 1  | Liudmila Kitxenok Jeļena Ostapenko 12/09/2024      | G 2000            | F 1300            | G 500             | G 500             | QF 430            | QF 215            | QF 215            | QF 215            | QF 215            | R32 130           | R16 120           | SF 108            | 5.948 | 15 |
| 2  | Gabriela Dabrowski Erin Routliffe 07/10/2024       | F 1300            | SF 780            | F 650             | F 650             | QF 430            | SF 390            | F 325             | G 250             | QF 215            | SF 195            | R16 120           | R16 120           | 5.425 | 16 |
| 3  | Hsieh Su-wei Elise Mertens 16/09/2024              | G 2000            | G 1000            | SF 780            | SF 390            | G 250             | QF 215            | QF 215            | R32 130           | QF 120            |                   |                   |                   | 5.130 | 13 |
| 4  | Sara Errani Jasmine Paolini 07/10/2024             | F 1300            | G 1000            | G 1000            | G 500             | SF 390            | R16 240           | R16 240           | QF 215            | R32 130           |                   |                   |                   | 5.045 | 14 |
| 5  | Caroline Dolehide Desirae Krawczyk 14/10/2024      | G 1000            | SF 780            | SF 780            | F 650             | SF 390            | QF 215            | R32 130           | R16 120           | R16 120           | QF 108            |                   |                   | 4.363 | 17 |
| 6  | N. Melichar-Martinez Ellen Perez 18/10/2024        | F 650             | G 500             | G 500             | QF 430            | SF 390            | F 325             | F 325             | R16 240           | QF 215            | SF 195            | R32 130           | R16 120           | 4.020 | 22 |
| 7  | Chan Hao-ching · Veronika Kudermétova · 18/10/2024 | SF 780            | F 650             | G 500             | F 325             | F 325             | R16 240           | R16 240           | QF 215            | SF 195            | R16 120           | R16 120           | QF 108            | 3.818 | 12 |
| 8  | Kateřina Siniaková Taylor Townsend 07/10/2024      | G 2000            | SF 780            | QF 215            | QF 215            |                   |                   |                   |                   |                   |                   |                   |                   | 3.221 | 6  |
| S1 | Sofia Kenin Bethanie Mattek-Sands                  | G 1000            | G 500             | SF 390            | SF 390            | R16 240           | R16 240           | SF 195            | R32 130           | R16 120           | R16 120           |                   |                   | 3.345 | 14 |
| S2 | Demi Schuurs Luisa Stefani                         | G 1000            | QF 430            | QF 430            | QF 215            | QF 215            | SF 195            | SF 195            | R16 120           |                   |                   |                   |                   | 2.840 | 16 |

### Fase de grups

#### Grup Verd
| CS | Tennista                             | L. Kitxenok J. Ostapenko | S-w. Hsieh E. Mertens | N. Melichar-Martinez E. Perez | K. Siniaková T. Townsend | V − D | Sets | Jocs  | Pos. |
| 1  | Liudmila Kitxenok Jeļena Ostapenko   |                          | 1−6, 3−6              | 1−6, 3−6                      | 6−3, 3−6, [9−11]         | 0−3   | 1−6  | 17−34 | 4    |
| 3  | Hsieh Su-wei Elise Mertens           | 6−1, 6−3                 |                       | 6−1, 1−6, [6−10]              | 6−3, 3−6, [8−10]         | 1−2   | 4−4  | 28−22 | 3    |
| 6  | Nicole Melichar-Martinez Ellen Perez | 6−1, 6−3                 | 1−6, 6−1, [10−6]      |                               | 2−6, 2−6                 | 2−1   | 4−3  | 24−23 | 2    |
| 8  | Kateřina Siniaková Taylor Townsend   | 3−6, 6−3, [11−9]         | 3−6, 6−3, [10−8]      | 6−2, 6−2                      |                          | 3−0   | 6−2  | 32−22 | 1    |

#### Grup Blanc
| CS | Tennista                              | G. Dabrowski E. Routliffe | S. Errani J. Paolini | C. Dolehide D. Krawczyk | H-c. Chan · V. Kudermétova | V − D | Sets | Jocs  | Pos. |
| 2  | Gabriela Dabrowski Erin Routliffe     |                           | 1−6, 7−6(1), [11−9]  | 4−6, 6−3, [10−6]        | 7−6(6), 6−4                | 3−0   | 6−2  | 33−31 | 1    |
| 4  | Sara Errani Jasmine Paolini           | 6−1, 6−7(1), [9−11]       |                      | 1−6, 6−1, [10−4]        | 6−3, 6−7(3), [9−11]        | 1−2   | 4−5  | 32−27 | 3    |
| 5  | Caroline Dolehide Desirae Krawczyk    | 6−4, 3−6, [6−10]          | 6−1, 1−6, [4−10]     |                         | 6−3, 3−6, [7−10]           | 0−3   | 3−6  | 25−29 | 4    |
| 7  | Chan Hao-ching · Veronika Kudermétova | 6−7(6), 4−6               | 3−6, 7−6(3), [11−9]  | 3−6, 6−3, [10−7]        |                            | 2−1   | 4−4  | 31−34 | 2    |

### Fase final
|  | Semifinals | Semifinals                            | Semifinals                        | Semifinals | Semifinals |                                      |                                    | Final | Final | Final | Final | Final |
|  |            |                                       |                                   |            |            |                                      |                                    |       |       |       |       |       |
|  | 8          | Kateřina Siniaková Taylor Townsend    | 6                                 | 7          |            |                                      |                                    |       |       |       |       |       |
|  | 7          | Chan Hao-ching · Veronika Kudermétova | 0                                 | 65         |            |                                      |                                    |       |       |       |       |       |
|  | 7          | Chan Hao-ching · Veronika Kudermétova | 0                                 | 65         |            | 8                                    | Kateřina Siniaková Taylor Townsend | 5     | 3     |       |       |       |
|  |            |                                       |                                   |            |            | 8                                    | Kateřina Siniaková Taylor Townsend | 5     | 3     |       |       |       |
|  |            | 2                                     | Gabriela Dabrowski Erin Routliffe | 7          | 6          |                                      |                                    |       |       |       |       |       |
|  | 6          | 2                                     | Gabriela Dabrowski Erin Routliffe | 7          | 6          | Nicole Melichar-Martinez Ellen Perez | 67                                 | 1     |       |       |       |       |
|  | 6          |                                       |                                   |            |            | Nicole Melichar-Martinez Ellen Perez | 67                                 | 1     |       |       |       |       |
|  | 2          | Gabriela Dabrowski Erin Routliffe     | 7                                 | 6          |            |                                      |                                    |       |       |       |       |       |